# تاملینسون ۱۰۱۰۸
سیارک ۱۰۱۰۸ (به انگلیسی: 10108 Tomlinson، نامگذاری:1992HM) ده هزار و صد و هشتمین سیارک کشف شده‌است که در ۲۶ آوریل ۱۹۹۲ کشف شد.